# Чавес, Рауль
Рауль Чавес де ла Роса (исп. Raúl Chávez de la Rosa; 4 марта 1939, Чаркас, Сан-Луис-Потоси — 4 ноября 2010, Монтеррей) — мексиканский футболист, нападающий. Участник летних Олимпийских игр 1964 года.

## Биография
Рауль Чавес родился 4 марта 1939 года в мексиканском городе Чаркас.
Играл в футбол на позиции нападающего. В 1960—1968 годах выступал в чемпионате Мексики за «Монтеррей», заняв с ним третье место в 1964 и 1965 годах. Забив 46 мячей в 186 матчах чемпионата и Кубка страны, до 1970-х годов оставался лучшим снайпером в истории команды, пока его не превзошёл Убиражара Чагас.
В 1963 году дебютировал в составе сборной Мексики.
В 1964 году вошёл в состав сборной Мексики по футболу на летних Олимпийских играх в Лондоне. Играл на позиции нападающего, провёл 3 матча, мячей не забивал.
Умер 4 ноября 2010 года в мексиканском городе Монтеррей.

## Достижения

### Командные
Монтеррей
- Бронзовый призёр чемпионата Мексики (2): 1964, 1965.